# Pałac w Jeleniowie
Pałac w Jeleniowie  (niem.  Schloss Gellenau) – zabytkowy pałac we wsi  Jeleniów (województwo dolnośląskie) w Polsce, w powiecie kłodzkim, w gminie Lewin Kłodzki.

## Historia
Pałac wybudowany pierwotnie w XVI w. jako renesansowy dwór, został rozbudowany w 1775 r. o skrzydło boczne. W 1788 r. nowy właściciel hrabia Franz Bernhard von Mutius (1751–1816) przebudował obiekt w stylu barokowym, natomiast w 1850 jego bratanek hr. Carl von Mutius (1790–1858) dobudował na końcu skrzydła południowo-wschodniego wieżę w stylu włoskim. Ostatnia przebudowa odbyła się w 1929 r. W latach 1961–1964 i 1967–1971 pałac  przeszedł gruntowny remont. Obiekt jest częścią zespołu pałacowego, w skład którego wchodzą jeszcze budynki folwarczne i park, założony po 1850 r. W 1800 w pałacu zmarł książę Kurlandii i Semigalii Piotr Biron, leczony rtęcią przez lekarza von Mutiusa.

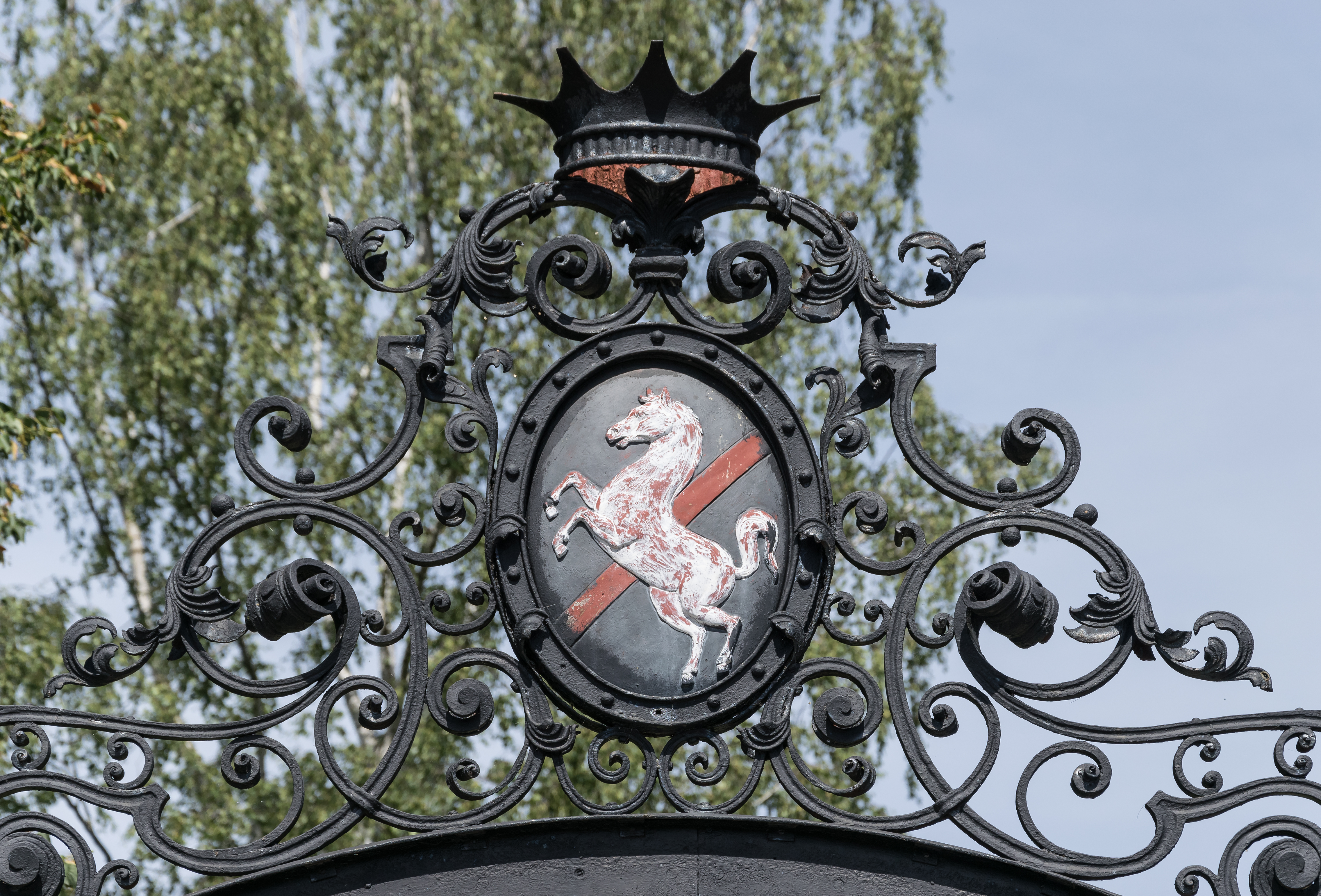
Herb von Mutius na bramie
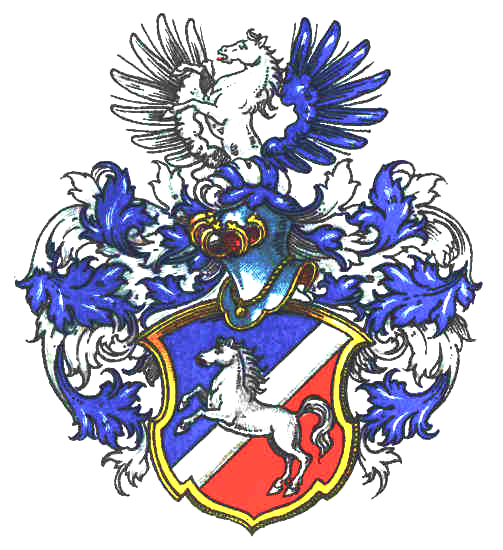
Herb von Mutius